# Borsfa
Borsfa [borš-fa] (chorvatsky Borša) je obec v Maďarsku v župě Zala, spadající pod okres Letenye. Nachází se asi 13 km severovýchodně od Letenye, 37 km jihozápadně od Zalaegerszegu a asi 234 km jihozápadně od Budapešti. V roce 2015 zde žilo 694 obyvatel, z nichž většinu tvoří Maďaři.
Borsfa se též skládá z osad Alsóborsfa, Csakonya, Felsőborsfa, Simahegy a Úrhegy. Název obce je složen ze slov bors (pepř) a fa (strom).

## Geografie
Zastavěné území Borsfy je protáhlého tvaru – jde o tzv. komunikační vesnici, která leží na vedlejší silnici 7536, která je jednou z nejdůležitějších v této oblasti. Nachází se v Zalské pahorkatině, východně od obce se nachází 324 m vysoký kopec Gurgó-hegy. Protéká zde potok Borsfai-patak, který je levostranným přítokem řeky Mury.
V Borsfě se nachází kúria, která byla postavena v 18. století a patřila zdejšímu šlechtickému rodu Bergů. V části Alsóborsfa se nachází kaple Nejsvětější Trojice, v části Felsőborsfa byla postavena kaple Královny Růžence.

## Historie
První zmínka o obci pochází z roku 1392. Tehdy šlo o malou osadu, která byla stále obydlena, ale nenacházel se v ní kostel, centrem oblasti byla vesnice Bánokszentgyörgy. První škola byla v Borsfě otevřena v roce 1889, v roce 1896 byla vedle stávající zvonice postavena kaple.
Po druhé světové válce se životní úroveň v obci zhoršila, škola byla uzavřena a mnoho obyvatel z Borsfy emigrovalo. Koncem 60. let se situace v obci začala stabilizovat, znovu byla otevřena škola a v roce 1973 byla otevřena mateřská škola. V devadesátých letech se ekonomika vesnice rozvinula a životní úroveň výrazně vzrostla.

## Doprava
Obcí procházejí vedlejší silnice 7536 (vede přes celou vesnici a je obklopena jejím zastavěným územím) a 7537 (spojuje Borsfu a obec Bázakerettye). Přibližně 6 km na jihovýchod se nachází nájezd na dálnici M7.
Železniční doprava v Borsfě prakticky vůbec neexistuje – nejbližší železniční zastávka se nachází 22 km na severovýchod v obci Csömödér. Důvodem absence železniční sítě v této oblasti je zřejmě kopcovitý charakter krajiny.

## Obyvatelstvo
V roce 2011 tvořili zdejší obyvatelstvo z 93 % Maďaři, z 5,1 % Romové, z 0,7 % Chorvati a z 0,57 % Němci. Z náboženství výrazně převažuje římskokatolické křesťanství, které vyznává 64,3 % obyvatel. 0,5 % obyvatel vyznává evangelické křesťanství a 0,4 % reformované křesťanství. 30,6 % obyvatel se ke své víře nevyjádřilo a 2,9 % z nich je bez náboženského vyznání.

## Sousední obce
| Růžice kompasu | Bázakerettye | Bánokszentgyörgy |          | Růžice kompasu |
| Růžice kompasu | Kistolmács   | Sever            | Valkonya | Růžice kompasu |
| Růžice kompasu | Kistolmács   | Borsfa           | Valkonya | Růžice kompasu |
| Růžice kompasu | Kistolmács   | Jih              | Valkonya | Růžice kompasu |
| Růžice kompasu | Becsehely    |                  |          | Růžice kompasu |